# بيت راشد (يريم)

تعديل مصدري - تعديل

بيت راشد هي إحدى قرى عزلة بني عمر بمديرية يريم التابعة لمحافظة إب، بلغ تعداد سكانها 153 نسمة حسب تعداد اليمن لعام 2004.